# 天津卫视
天津广播电视台卫星频道，广电总局备案名称为天津广播电视台综合频道，简称天津卫视，是天津广播电视台旗下的卫星综合频道，亦是天津广播电视台的第二套节目。
天津卫视于1998年上星，2005年10月成立卫视频道，当年在全国35个省级卫视排第25位。2006年升至第14名，2007年升至第7位，2008年第一季度升至第4名。在中国，天津卫视覆盖的人口达到6个亿、覆盖的地级市达到232个。自2016年3月30日清晨起，天津卫视标清版播出方式由4:3改为16:9横向压缩4:3播出，同时台标横向压缩以适应16:9格式。
2017年6月8日起，天津卫视标清频道转播中央电视台的新闻联播（包括特别节目）的信号源，由原来的标清版改为高清版本。
2021年起，频道口号由“传递生活正能量”改为“融美好，共未来”。

## 节目
- 《津晨播报》
- 《12点报道》
- 《天津新闻》
- 《晚间新闻》
- 《通宵剧场》
- 《休闲剧场》
- 《午间剧场》
- 《情感剧场》
- 《动画剧场》
- 《快乐生活剧场》
- 《今夜有戏》
- 《HELLO天津》
- 《拾遗保护》
- 《非你莫属》
- 《爱情保卫战》
- 《食鉴出真知》
- 《拜托了妈妈》
- 《群英会》
- 《智勇双全》
- 《幸福来敲门》
- 《我们》
- 《幸运秀》
- 《锋狂实验室》
- 《视实》
- 《泊客中国》
- 《星APP风云榜》
- 《津夜嘉年华》（已停播）
- 《时代智商》（已停播）